# Cryptoplites ignotus
Cryptoplites ignotus là một loài tò vò trong họ Ichneumonidae.